# Accords du Latran
Accord de la Villa Madame
Les accords du Latran sont un ensemble de trois textes diplomatiques dont le plus connu est le traité entre le Saint-Siège et l'Italie. Ils sont signés au palais du Latran le 11 février 1929 entre le royaume d'Italie, représenté par le président du Conseil des ministres Benito Mussolini, et le Saint-Siège, représenté par le cardinal Pietro Gasparri, secrétaire d'État du pape Pie XI. Ratifiés le 7 juin 1929, ils mettent fin à la « question romaine », survenue en 1870 après la prise de Rome et son annexion par la monarchie italienne. Ils réduisent la souveraineté temporelle du pape au seul État de la Cité du Vatican. Ils confirment que la religion catholique, apostolique et romaine demeure la seule religion de l'État italien, conformément au statut du royaume de 1848.
L'accord de la Villa Madame de 1984, qui révise le concordat établi au palais du Latran, met fin au statut particulier de la religion catholique, qui n'est désormais plus religion d'État en Italie.

## Contexte
En 1870, le général Cadorna envahit les États pontificaux et Rome devient la capitale présomptive du royaume d'Italie ; le pape, Pie IX, est contraint de se réfugier au Vatican et se considère comme prisonnier du Vatican. En 1871, le parlement italien vote une « loi des Garanties » pour garantir les prérogatives du pape que celui-ci refuse, provoquant un désaccord qui durera 60 ans. Ce n'est qu'à l'issue de la Première Guerre mondiale que l'Église, le gouvernement italien et les libéraux modérés se rapprochent et que les catholiques réintègrent la vie politique. Avec l'arrivée du fascisme, l'Église parie sur les composantes les moins hostiles du fascisme ; cela se traduit par la réforme des lois ecclésiastiques de 1923–1925, favorable à l'Église, mais c'est le discours de Mussolini le 3 janvier 1925 qui marque la restauration de bons rapports entre le Saint-Siège et le gouvernement italien.

## Accords du Latran
Les négociations qui aboutiront aux accords du Latran commencent en 1926. Elles aboutissent à la signature par Pietro Gasparri (cardinal secrétaire d'État) et par Mussolini de protocoles au palais du Latran, le 11 février 1929. Pie XI voit dans ces accords la restauration de l'Italie à Dieu et de Dieu à l'Italie.
Les accords comprennent trois conventions distinctes :
- un traité politique qui règle la « question romaine » ;
- une convention financière qui dédommage le Saint-Siège ;
- un concordat qui statue sur la position de l'Église en Italie.

### Traité politique
Le Pape accepte de n'être plus souverain temporel que sur la Cité du Vatican, dont l'État italien reconnaît la pleine propriété et l'autorité souveraine au Saint-Siège. Toute forme d'ingérence italienne est abandonnée. En compensation, le Saint-Siège renonce à toute prétention sur les anciens États pontificaux. Il reconnaît le royaume d'Italie sous la maison de Savoie, et Rome comme capitale du royaume d'Italie. L'Italie reconnaît quant à elle en Rome une « città sacra ». Concrètement, cela signifie que l'Italie prend le Vatican sous sa protection. Ainsi, en cas d'incident place Saint-Pierre, c'est la police italienne qui se doit d'intervenir.
On reconnaît au nouvel État des services publics : le Vatican aura une gare, des services postaux, une monnaie (la lire vaticane), un organe de presse, une radio et une télévision avec le droit d'émettre, etc. L'État du Vatican, dernier reste subsistant des États pontificaux, devient l'instrument du Saint-Siège, personne de droit international, défini comme l'ensemble des institutions supérieures catholiques (dicastères). Le préambule du pacte dispose ainsi :

« Étant donné que, pour assurer au Saint-Siège l'indépendance absolue et visible, il faut lui garantir une souveraineté indiscutable, même dans le domaine international, on s'est rendu compte qu'il était nécessaire de constituer, avec des modalités particulières, la Cité du Vatican, reconnaissant au Saint-Siège, sur cette même Cité, la pleine propriété, la puissance exclusive et absolue et la juridiction souveraine. »

Ceci aura pour conséquence que le pape sera reconnu comme le chef d'État temporel du Vatican, avec tous les pouvoirs, législatif, exécutif et judiciaire — le gouvernement effectif du Vatican étant pourtant délégué à un gouverneur général. En cas de vacance, le pouvoir passe au Sacré Collège des cardinaux.
Le nouveau territoire pontifical est formé de 44 hectares, ce qui fait du Vatican l'État le plus petit du monde. Pour l'essentiel, il s'agit de la place Saint-Pierre, de la basilique homonyme, du palais du Vatican et des jardins attenants. L'ensemble est entouré d'une frontière qui fut fixée à l'occasion de ces accords, constituée pour l'essentiel de murs, avec cinq points d'accès. Seule la place Saint-Pierre et la basilique sont librement accessibles. Mussolini avait proposé d'inclure d'autres bâtiments dans le nouvel État, mais Pie XI avait refusé, affirmant :
« Il sera clair pour tous, nous l'espérons, que le Souverain Pontife n'a vraiment que cette portion de territoire matériel indispensable pour l'exercice d'un pouvoir spirituel confié à des hommes pour le bénéfice des hommes. »

### Convention financière
Après la perte des États pontificaux, le Saint-Siège se trouvait dans une situation financière difficile. En 1871, la « loi des Garanties » offrait la somme de 2 milliards de lires à titre de compensation pour la perte des États et des biens ecclésiastiques. Les Garanties ont été refusées par tous les papes, de 1871 aux accords du Latran. À l'occasion de ces derniers, Mussolini propose cette même somme augmentée de ses intérêts, portant le montant total à 4 milliards de lires.
Cette somme n'est pas versée directement au Vatican. Le Saint-Siège reçoit en fait 750 millions de lires en argent comptant et des titres à 5 % d'une valeur nominale d'un milliard de lires, confiés par Pie XI à l'Administration spéciale des biens du Saint-Siège.

### Concordat
Le traité confirme que le catholicisme est la seule religion de l'État italien, comme il est stipulé dans les statuts du royaume de 1848. Quant au concordat, il dispose que les mariages catholiques et les jugements de l'Église en matière matrimoniale prennent effet civil. Les juridictions ecclésiastiques sont reconnues en matière spirituelle et disciplinaire, un prêtre apostat pouvant ainsi se voir refuser un emploi public. L'enseignement religieux catholique devient obligatoire à tous les niveaux scolaires.
De son côté, l'État italien se voit refuser toute ingérence dans la nomination des évêques, lesquels doivent jurer fidélité au roi. Toute activité politique est interdite à l'Action catholique. Les religieux et les prêtres se voient interdire de militer dans un parti. Le but de Mussolini est d'empêcher la recréation d'un parti catholique hostile au fascisme.
Mussolini ajoutera au concordat des dispositions unilatérales réglant le sort des autres confessions, qui sont désormais reconnues. Un fossé juridique s'installe alors entre le catholicisme et les autres religions.

## Après les accords
Quatre jours avant la signature formelle des accords, le 7 février, le contenu de ces derniers est dévoilé à l'ensemble des représentations diplomatiques près le Saint-Siège. Le gouvernement français, alors dirigé par Aristide Briand, est le premier des gouvernements du monde à présenter ses félicitations au pape. Le 9 février, lors d'une audience solennelle spéciale, les différents États concernés prennent acte du nouveau statut du Vatican.

### Entente
Avec ces accords, les buts respectifs des signataires sont : de fasciser l'Église pour l'un, et de restaurer un État catholique pour l'autre. Tous deux échouent dans leurs objectifs, mais néanmoins les relations restent relativement bonnes entre l'Église et le gouvernement fasciste jusqu'en 1938. Ainsi, en 1931, l'Église concède de nouvelles garanties concernant l'Action catholique, dont on réaffirme le caractère religieux et diocésain.
La principale crise d'envergure concerne encore une fois les organisations catholiques laïques, perçues par le gouvernement fasciste comme une menace. Mussolini, répugnant à attaquer l'Église de face, comme le fait Hitler au même moment, préfère des actions d'intimidation des militants catholiques. En janvier 1938, Pie XI menace en représailles d'excommunier le fascisme (déjà condamné par la bulle Non abbiamo bisogno) et le gouvernement mussolinien. Finalement, en 1939, Mussolini obtient une réforme des statuts de l'Action catholique.
Le 6 septembre 1938, alors que le gouvernement italien prépare les lois raciales fascistes, Pie XI déclare à un groupe de pèlerins belges :
« Par le Christ, et dans le Christ, nous sommes de la descendance spirituelle d'Abraham. Non, il n'est pas possible aux chrétiens de participer à l'antisémitisme. Nous reconnaissons à quiconque le droit de se défendre et de prendre les moyens de se protéger contre tout ce qui menace ses intérêts légitimes. Mais l'antisémitisme est inadmissible. Nous sommes spirituellement des sémites », expression devenue célèbre.
Si cette déclaration n'est reprise ni par l'Osservatore Romano, ni par Radio Vatican, des comptes rendus paraissent cependant dans La Libre Belgique du 14 septembre 1938, à la une de La Croix du 17 septembre 1938, et dans La Documentation catholique. Pour Sylvie Bernay, qui note la reprise de la déclaration par Jules Saliège dans « La semaine catholique de Toulouse » et sa publication intégrale dans L'Univers israélite, « le pape ne semble manifestement pas prêt à intervenir contre le principe de ces lois racistes, puisqu'il pense qu'il est légitime qu'un État se défende, sans préciser d'ailleurs contre qui ou contre quoi ». Le théologien Karl Thieme estime en 1940 que ce discours de Pie XI ne marque pas suffisamment la solidarité des chrétiens avec les Juifs, car ne constituant tout au plus qu'une « déclaration impromptue à des pèlerins » n'ayant pas la valeur d'un texte magistériel.
Pie XI ordonna également aux universités catholiques d'organiser un enseignement contre l'antisémitisme et le racisme[réf. nécessaire]. Juste avant son décès, il avait fait préparer une encyclique contre le nazisme et un discours dénonçant les écoutes et les déformations des propos de l'Église par les fascistes. Ce discours était prévu pour le dixième anniversaire du concordat entre l'Italie et le Vatican, en présence de Benito Mussolini, mais Pie XI mourut la nuit qui précédait.

### Après la Seconde Guerre mondiale
Après l'effondrement du gouvernement fasciste, la nouvelle République italienne reconnaît la partie des accords du Latran réglant la question romaine. Toutefois, avec l'accord du Pape Pie XII, l'article 7 de la nouvelle constitution italienne affirmera la séparation de l'Église et de l'État (comme en France en 1905). L'Église n'a donc plus le pouvoir temporel d'appliquer la doctrine chrétienne au sein de la société civile. La République italienne précise que les modifications qui furent apportées aux accords ne nécessitent pas une révision constitutionnelle. Le nouvel État italien reconnaît l'Église catholique et l'État du Vatican mais n'accepte plus les lois catholiques (même si les actes d'état civil religieux, comme le mariage, continuent d'avoir un effet civil en Italie). La péninsule italique ne se trouve plus, pour la première fois depuis l'Empire romain, sous l'autorité spirituelle directe du Saint-Siège.